# Опосуми
Опосу̀мите (Didelphis) са род бозайници от семейство Първови (Didelphidae). Това са най-едрите опосумови от семейството и същевременно с представители обитаващи най-северни естествени местообитания от всички торбести бозайници(Александър).

## Разпространение
Разпространени са в двете части на Американския континент.

## Списък на видовете
- Didelphis albiventris
- Didelphis aurita
- Didelphis imperfecta
- Didelphis marsupialis
- Didelphis pernigra
- Didelphis virginiana